# Гейсиха
Гейси́ха (укр. Гейсиха) — село, входит в Ставищенский район Киевской области Украины.
Население по переписи 2001 года составляло 1069 человек. Почтовый индекс — 09441. Телефонный код — 4564. Занимает площадь 3,28 км². Код КОАТУУ — 3224282401.

## Местный совет
09441, Київська обл., Ставищенський р-н, с. Гейсиха, вул. Радянська